# Laure Bonin
Laure Bonin est une scénariste et auteur de théâtre française.
Elle a été nommée à deux reprises lors des Molières 1999 pour Pour la galerie (avec son mari Claude d'Anna), et des Molières 2002 pour La Griffe.

## Théâtre
- 1994 : Rossini ou la Fleur de l’âge, de Claude d'Anna et Laure Bonin, mise en scène Stéphan Meldegg, Théâtre La Bruyère
- 1998 : Pour la galerie, de Claude d'Anna et Laure Bonin, mise en scène Stéphan Meldegg, Théâtre de l'Œuvre
- 2002 : La Griffe (A 71) de Claude d'Anna et Laure Bonin, Théâtre Fontaine

## Filmographie
- 1974 : Pour aimer Ophélie (co scénariste)
- 1979 : Certaines nouvelles avec Jacques Davila, Prix Jean-Vigo
- 1983 : Le Cercle des passions (co scénariste)
- 1984 : Partenaires de Claude d'Anna
- 1995 : Baldipata (téléfilm)
- 2006 : Retrouver Sara (téléfilm)
- 2008 : Famille décomposée (téléfilm)

## Nominations et récompenses
- Prix Jean-Vigo pour Certaines nouvelles[2] en 1979
- Nommée pour le Molière du meilleur spectacle comique et le Molière de la meilleure pièce de création en 1999.